# Edikt z Amboise

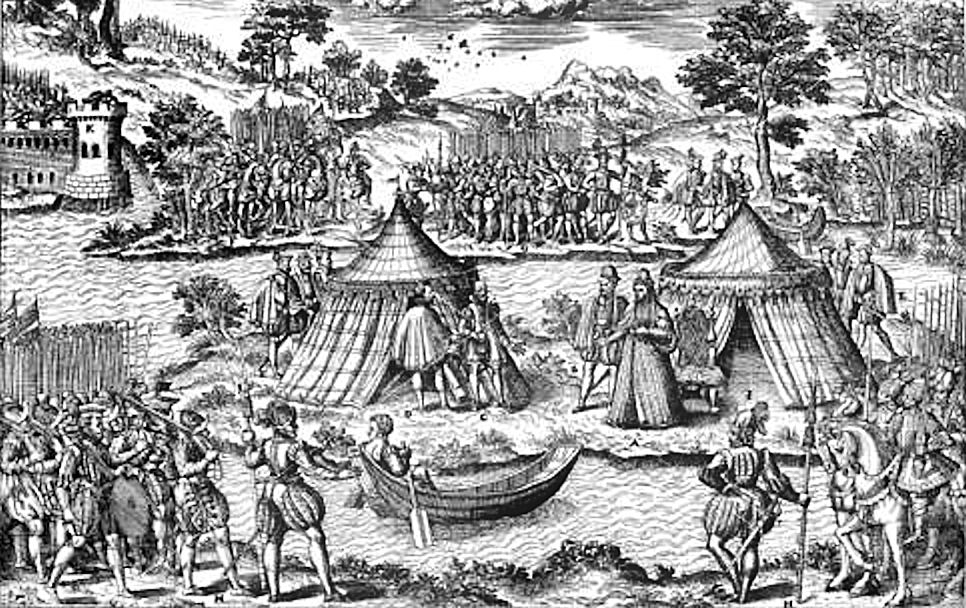
Uzavření ediktu z Amboise, 1563

Edikt z Amboise (francouzsky L'édit d'Amboise) zajišťoval francouzským hugenotům, že na určitých místech budou moci svobodně praktikovat své náboženství. Edikt byl vydán na zámku Amboise dne 15. března 1563 a zpečetil tak dohodu mezi Kateřinou Medicejskou a reformovanou církví. Tato náboženská svoboda byla rozšířena v roce 1570 mírem ze Saint Germain, přestože byli hugenoti poraženi v prvních třech (1562/63, 1567/68 a 1568-70) z osmi konfesních válek. Mimo jiné jim byla udělena čtyři bezpečná místa na dobu dvou let.
Osmá hugenotská válka začala v roce 1585 poté, co král Jindřich III. zrušil všechna práva udělená hugenotům v ediktu z Nemours. Po jeho zavraždění (1589) nastoupil na francouzský trůn hugenot Jindřich Navarrský. Aby zachoval národní jednotu a celistvost Francie, konvertoval v roce 1593 ke katolicismu. Nicméně v ediktu z Nantes ze dne 13. dubna 1598 zaručil bývalým souvěrcům svobodné praktikování náboženství a zvláštní politické postavení. Ačkoli to znamenalo ukončení hugenotských válek, po smrti Jindřicha IV. v roce 1610 došlo k obnovení perzekucí, které skončily až Francouzskou revolucí.